# 西日本シティ銀行
株式会社西日本シティ銀行（にしにっぽんシティぎんこう、英文表記：THE NISHI-NIPPON CITY BANK, LTD.）は、福岡県福岡市博多区に本店を置く、西日本フィナンシャルホールディングス傘下の地方銀行。

## 概説
2004年（平成16年）10月1日に、地方銀行の西日本銀行と第二地方銀行の福岡シティ銀行 が合併して発足した。
本店（旧・福岡シティ銀行本店、竣工当時は福岡相互銀行）の設計は磯崎新。
福岡県内、特に福岡市内と北九州市内を中心に合計183店舗を展開する。他の九州各県のほか、中国地方（山口県下関市と宇部市、広島県の広島市と福山市、岡山県岡山市）と東京都、大阪市にも支店を持つ。
コーポレートスローガンは「ココロがある。コタエがある。」。

### 経営環境
上川端再開発事業および福岡アイランドシティ事業の不調にかかわる不良債権問題で信用不安のなか、平成16年に金融庁から公的資金700億円の注入を受けるとともに西日本銀行と福岡シティ銀行が合併し、西日本シティ銀行が発足した。
合併後は、中期経営計画“New Stageシリーズ”を通して、店舗の統廃合、人員の効率化策や営業強化策が講じられているほか、資本増強への様々な施策が進められている。福岡県内で福岡銀行（ふくおかフィナンシャルグループの中核銀行）と競合している。合併以後は事業の拡大と財務の健全化が進み、旧・福岡シティ銀行に注入されていた公的資金の残り350億円を2010年（平成22年）7月に完済した。また、2010年5月に東海東京証券との連結子会社で、九州の地銀初となる証券子会社の西日本シティTT証券が新たに発足した。
後述のように、合併時に旧西日本銀行の北九州支店と久留米支店を営業部に昇格させた他、2013年5月には、福岡県外の地盤であり、旧高千穂相互銀行本店が所在した宮崎市内3店舗を宮崎支店に統合の上で宮崎営業部に昇格させた（市内4店舗を1か所に集約化し、旧店舗3か所の跡地には店舗外ATMを残す形とした。これにより、宮崎県内は都城支店を含めて2拠点となった）。これらの取り組みにより、地域ごとに体制強化を図っている。
西日本銀時代の本店は、現在西日本シティ銀本店別館ビルとして使用されているが、再開発のため解体される予定である。なお、合併時に受けた公的資金の残高350億円については2010年に完済している。

### 北九州戦略
旧・西日本銀行と旧・福岡シティ銀行は、北九州市や遠賀・京築地方でもある程度の店舗展開をしていたこともあり、合併後、北九州市における最大規模の金融機関となった（合併時に、旧・西日本銀行側の北九州支店を営業部に昇格させている）。しかし、北九州市の指定金融機関は、ライバル行で福岡県最大手の福岡銀行と、八幡製鐵（現・日本製鉄八幡製鐵所）との結びつきの深かった旧・富士銀行の流れをくむみずほ銀行による2行輪番という構図がそのままとなっていた。
西日本シティ銀行は2010年（平成22年）5月14日、北九州における営業強化のため「北九州地区本部」を取締役常務執行役員を長とする「北九州総本部」に改組し、2年前に取締役副頭取（代表取締役）に「北九州・山口代表」の肩書を与えたのに続いて、北九州重視の営業強化策を打ち出した。
加えて、下関支店（山口県下関市）を「重要な拠点」と位置づけ、機能面・設備面の充実を目的として、2013年（平成25年）1月のオープンを目標に店舗の建替を行うと発表した。これについて、西日本シティ銀行の久保田頭取（当時）は発表の席で「建替を急ぐ時期ではないが、いろんな状況を踏まえて判断した。大きな銀行のサービスはいかなるものかを示したい」と語るとともに、北九州市への指定金融機関昇格について「同市への働きかけを強化する」と述べた。これらは、下関市に拠点を置く山口フィナンシャルグループ（YMFG）が山口銀行の九州内店舗を分離して、北九州市に本店を置く北九州銀行を2011年（平成23年）10月3日に新設・開業させたことに対抗するものであることを暗に示唆している。
以上のような経緯を経つつ、2015年（平成27年）4月1日から2019年（平成31年）3月31日までの市の指定金融機関における4行輪番制の1行に指定された。
2017年（平成29年）、重複していた北九州地区の拠点整理を兼ねた2件の建て替え事業が完了。室町支店（旧・西日本銀行小倉支店）は「幹部候補生」として期待される若手行員の独身寮を上層階に併設。北九州総本部は旧:西日本銀行北九州営業部から（旧・福岡シティ銀行）小倉支店跡に新築移転した。

### 歴史
前身となる2行には太平洋戦争前から続いた長い歴史があった。
戦時中の金融機関の強制統合の際、県下の無尽会社は福岡無尽（後の福岡シティ銀行）を除き、西日本無尽（後の西日本銀行）に一本化された。その際、福岡無尽も統合される方向で進んでいたが、福岡無尽の創始者である四島一二三が「統合には賛成だが株式の51%を福岡無尽側に渡すこと」と言う条件を出したことから統合に向けた協議が決裂。破談になった経緯がある。
また、旧・西日本銀行は、昭和50年代後半の相互銀行の普通銀行転換時に地銀化を目指した。しかし、当時社団法人相互銀行協会会長であった四島司（当時株式会社福岡相互銀行社長。地銀転換後、株式会社福岡シティ銀行頭取）の猛反発に遭い、断念も一時検討された。
その後、宮崎市に本店を置いていた高千穂相互銀行の救済合併を条件に、相互銀行から地方銀行に転換した。そのため、地銀化以降の旧:西日本銀行の統一金融機関コードは地方銀行が割り当てられる番号帯の0190である。なお、相互銀行から地方銀行（全国地方銀行協会加盟の普通銀行）への転換を果たした、最初のケースである。
また、2000年代に入って旧・福岡シティ銀行は、福岡銀行との統合を目指したが、福岡県内の勢力図に偏りが生ずるため、金融界の要請に従う形で、旧・西日本銀行との統合に方向転換した。
統合に向けた協議を開始した当初は、2003年（平成15年）4月に持株会社を新設した上での再編を模索したが、経営効率化や環境の変化などを勘案し方針を転換。上記の合併に進んだことで持株会社構想は一度終焉している。
その後、再度持株会社による再編を具現化。2016年（平成28年）5月10日、金融持株会社「西日本フィナンシャルホールディングス（FH）」を同年10月3日に設立し、持株会社制に移行すると発表。今回の西日本FHの誕生において、西日本シティ銀と子会社2社（長崎銀行、西日本信用保証）との株式移転の方法を採用。東京証券取引所・福岡証券取引所に上場していた西シ銀の株式は上場廃止、西シ銀は上場廃止の上で子会社2社とともに西日本FHの子会社となり、西日本FHの株式を2016年10月3日付に東証・福証の両取引所に上場。10月3日、西日本フィナンシャルホールディングスが発足した。

## 沿革
旧行も共に、無尽会社として発足し、1951年（昭和26年）の相互銀行法の施行により相互銀行に転換した。西日本相互銀行は、1984年（昭和59年）10月に高千穂相互銀行を吸収合併した際に普通銀行に転換、西日本銀行と改称し地方銀行として出発した。一方、福岡相互銀行は他の多くの相互銀行と同じように1989年（平成元年）に普通銀行に転換を図り、第二地方銀行として発足した。
- 2004年（平成16年）10月1日 - 株式会社西日本銀行と株式会社福岡シティ銀行が合併して株式会社西日本シティ銀行が発足[19][注 7]。
- 2005年（平成17年）1月4日 - システムは、勘定系・情報系ともに旧:西日本銀行のシステムに統合され、支店・ATMなどでのサービスが共通化[注 8]。これにより旧:福岡シティ銀行の通帳[注 9]は使用できなくなり、強制切り替えとなる。
- 2008年（平成20年）4月1日 - この日から磁気の影響を受けにくい新しい通帳（Hi-Co通帳）を取扱開始した(地方銀行初。)[20]。
- 2008年（平成20年）9月30日 - 西日本シティバンクカードの取り扱いを終了。
- 2009年（平成21年）9月7日 - e-Tax（国税電子申告・納税システム）に申告した税務申告データを電子データのまま金融機関に送信できる「e-Tax申告データ受付サービス」の取扱いを開始。
- 2010年（平成22年）5月 -  西日本シティTT証券の開業に伴い、第三者割当増資を引き受け、同社を子会社化。
- 2013年（平成25年）
  - 1月4日 - 勘定系システムを、NTTデータ地銀共同センターへ移行。九州では初の稼動行。
  - 4月19日 - 松山支店廃止（広島支店に統合）。同年5月31日には同店跡地の店舗外ATMも閉鎖し、愛媛県から撤退。
  - 12月27日 - 総額100億円規模の個人向け社債（劣後債）を発行[21]。
- 2014年（平成26年）12月18日 - 長崎銀行を完全子会社化[22]。
- 2015年（平成27年）3月30日 - スマートフォンアプリ「西日本シティ銀行アプリ」開始[23]。CMには、若田部佳代・若田部遥親子を起用。
- 2016年（平成28年）
  - 4月 - 地銀7グループと共同設立した資産運用会社であるオールニッポン・アセットマネジメントが業務を開始[24]。
  - 5月10日 – 西日本シティ銀行が持株会社制移行を表明[25]。
  - 9月28日 - 東京証券取引所・福岡証券取引所に上場する西日本シティ銀行の株式が上場廃止。
  - 10月3日 - 西日本フィナンシャルホールディングスが発足[26]。
- 2020年（令和2年）
  - 6月8日 - 博多コネクティッドの一環として行われる本店ビルなどの再開発[27]に伴い、本店営業部を本店別館（福岡支店、旧西日本銀行本店）内に仮移転[28]。
  - 7月17日 - エンターテインメントビル「BOSS E・ZO FUKUOKA（ボス イーゾ フクオカ）」内の施設である「HKT48劇場」のネーミングライツ契約を締結[29]（同施設は「西日本シティ銀行HKT48劇場」として同年11月2日にオープンする）[30]。
  - 10月14日 - LINE Fukuokaを発起人に、当社を含む9社（西日本鉄道、九州旅客鉄道、嘉穂無線ホールディングス、西部ガス、福岡銀行、福岡国際空港、福岡地所）とオブザーバーの福岡市で「Fukuoka Smart City Community」を発足[31]。

## 情報処理システム
2006年10月27日、西日本シ銀は、NTTデータと基幹系システムの開発と運用アウトソーシングに関する契約を締結した。これにより同行連結子会社であったNCBコンピューターサービスの株式をNTTデータが取得。社名を「NTTデータNCB」に変更した上で、同社を通じて西日本シ銀向けのシステム関連を請け負う体制とした。

### 勘定系システム
2013年1月4日、独自に構築したシステムからNTTデータが運営する基幹システム（勘定系システム）である「NTTデータ地銀共同センター」に移行した。

### 個人顧客管理システム
個人顧客管理システムは、顧客データ分析システムの共同運用協定に基づき、横浜銀行のノウハウを活用した「イベント・ベースド・マーケティング（EBM）」システムを京都銀行など6行と共に導入している。

## 関連会社

### 子会社
- Nishi-NipponCity Preferred Capital(Cayman) Limited

### 持分法適用関連会社
- 株式会社エヌ・ティ・ティ・データNCB

## 地域貢献活動
主な活動
- 九州山口経営者顕彰財団 - 旧:福岡シティ銀行の四島司元頭取がベンチャー企業育成を目指して私財を拠出して設立。顕彰者には、現在の九州の有力企業が名前を連ねる。
- 福岡シティ劇場 - 旧:福岡シティ銀行がミュージカル専用劇場として、劇団四季を誘致してキャナルシティ博多の中に出来た劇場。
- 『ふるさと歴史シリーズ』 - 福岡県に配属される転勤族向けの歴史解説冊子。1979年に刊行を始め、2018年に100号に[38]。
- Jリーグ・アビスパ福岡の出資企業に名を連ねており、過去に応援定期預金の募集を行ったシーズンがある。また、関連会社の九州カードがクレジットカード利用代金の一部（0.25%）相当額が強化費としてアビスパ福岡に寄付される提携カード「アビスパ福岡カード」を発行している。

## CMキャラクター
福岡銀行などに対抗するため、合併後から積極的にCMに取り組む。

### 現在出演中のキャラクター
- 深田恭子 - キャッシュエース[39][注 10]

### 過去のキャラクター
- 久保田勇夫 - 企業CM（頭取就任直後）
- 松原夏海（AKB48） - 2011年度フレッシャーズキャンペーン
- ケイタク - ローン商品（2012年春まで数年起用された）
- 若田部健一・若田部佳代・若田部遥（元・HKT48）親子 - 「西日本シティ銀行アプリ」編及び「休日相談窓口」編以降のCMに出演。なお、この3人は実の親子である（アプリ編は母の佳代と娘の遥のみ、2016年2月の新生活応援キャンペーン編は娘の遥のみ出演）。
- HKT48 - 2012、2013年度フレッシャーズキャンペーン[注 11]。2021年2月 - 2023年1月27日まで再起用された[40][注 12]。

## ギャラリー

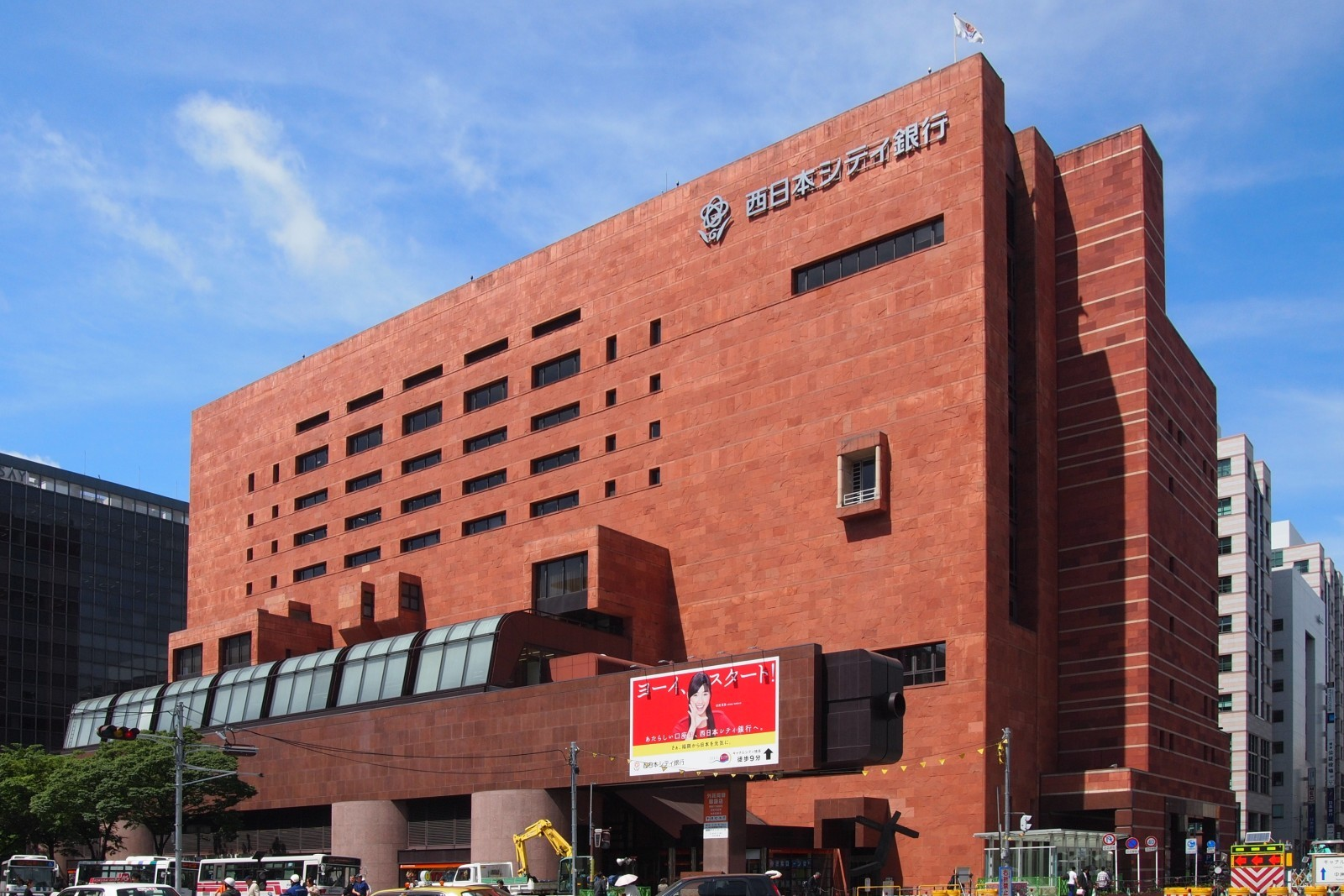
旧本店（旧福岡シティ銀行本店、再開発に伴い解体）
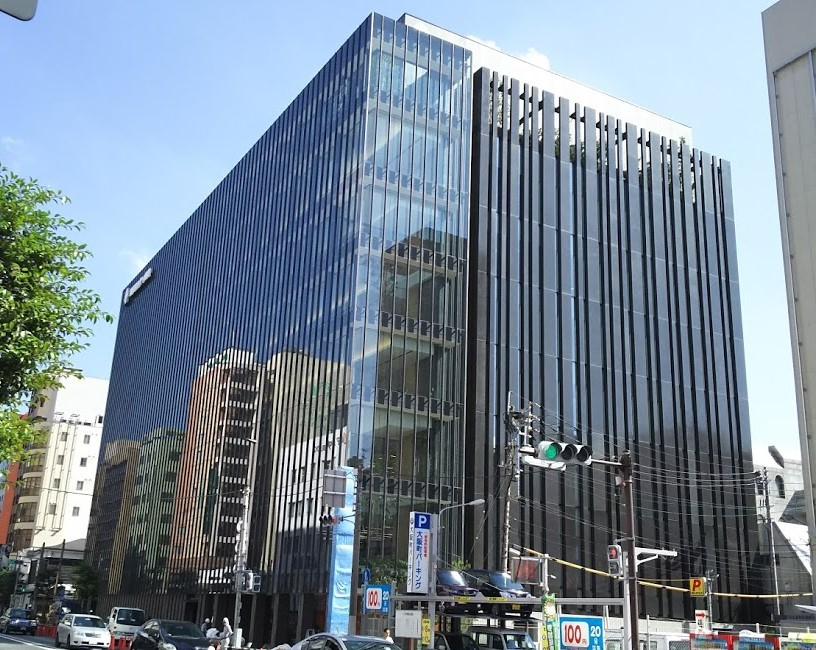
西日本 FH 北九州ビル（北九州総本部・北九州営業部）
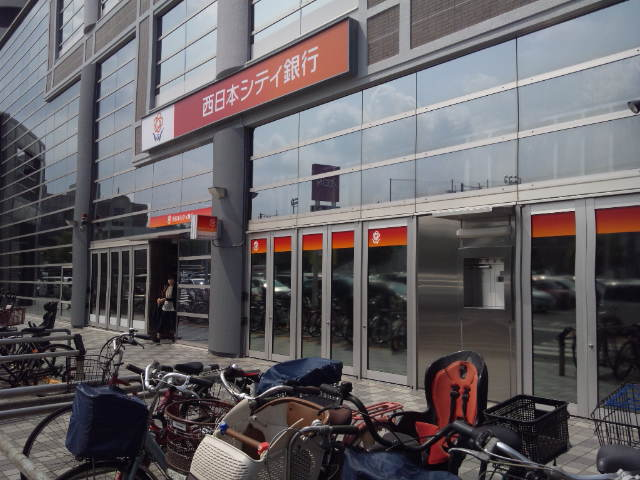
田島支店 イオンスタイル笹丘に併設

### 注
1. ↑  旧西日本銀行本店。
2. ↑  北九州市における旧シ銀側の中核店舗は小倉支店で、しばらく西日シティ銀行の小倉支店として存続していたが、基幹拠点の集約・北九州営業部の新築移転に先立ち、小倉支店を2015年7月に統合し、小倉支店跡地に西日本FH北九州ビルを建設して、2017年11月に北九州営業部の新店舗とした。
3. ↑  既存の福岡銀、みずほ銀に加え、西日本シティ銀、北九州銀が新たに受託機関となり4行の輪番制となる。
4. ↑  合併に伴い西日本シティ銀行会長就任が内定していたが、政府優先株無配の責任を取り合併前に頭取を退任。後継の頭取となった本田正寛が合併後に会長に就任した。
5. ↑  同様の事例としては他にきらぼし銀行、三十三銀行があるが、この両者は第二地銀が地銀を吸収合併したことに伴い、法人としては地銀転換したものである。なお、同じく地銀転換を目指していた旧・弘前相互銀行の場合は、元から地銀だった旧・青和銀行を存続会社として合併（→みちのく銀行）したため、地銀転換ではなかった。
6. ↑  厳密には、同年12月の全国地方銀行協会への加盟を以って、地方銀行となっている。
7. ↑  存続会社は西日本銀行。本店は福岡シティ銀行側に設置され、旧西銀本店は本店別館となり、同本店営業部は福岡支店となった。なお、この時点ではシステム統合が行われず、旧銀行が異なる店舗ではATMでの出金以外の取引が一切できないため、識別マークとして店頭に旧西日本銀行は赤い四角に「N」、旧福岡シティ銀行は青い丸に「C」と書かれたステッカーが貼られていた。
8. ↑  勘定系システムは、旧西銀時代の2000年（平成12年）の時点でNTTデータ地銀共同センターへの移行が決まっていた
9. ↑  合併から2004年12月30日までに旧福岡シティ銀行店舗で発行された西日本シティ銀行の通帳を含む。
10. ↑  グループ会社の長崎銀行でも銀行名を変更した同じ内容のCMが放映されている
11. ↑  但し2013年は“NCB選抜”の以下のメンバーである（順不同）。穴井千尋（チームHキャプテン）、多田愛佳、中西智代梨、兒玉遥、松岡菜摘、宮脇咲良、森保まどか、村重杏奈、朝長美桜、田島芽瑠
12. ↑  2021年2月からは2013年時に起用していた松岡菜摘、田島芽瑠に、運上弘菜、松岡はな、神志那結衣を加えた5人を起用。